# Cerianthus membranaceus
Cerianthus membranaceus is een Cerianthariasoort uit de familie van de Cerianthidae. De wetenschappelijke naam van de soort werd in 1791 voor het eerst geldig gepubliceerd door Johann Friedrich Gmelin. Het is inheems in de Middellandse Zee en aangrenzende delen van de noordoostelijke Atlantische Oceaan.

## Beschrijving
Cerianthus membranaceus is een grote, kokervormige anemoon. De orale schijf kan een diameter hebben van maximaal 40 cm. Er zijn twee kransen van tentakels, in totaal ongeveer tweehonderd tentakels. Die in de buitenste krans zijn lang en slank en bewapend met netelcellen (stekende cellen) en worden gebruikt voor het vangen van prooien. Tentakels in de binnenste krans zijn korter en dienen om gevangen voedsel over te brengen naar de centrale mond. De tentakels zijn soms gestreept en komen in een reeks kleuren: wit, geel, oranje, groen, bruin, blauw, zwart, paars en violet. De kleur van de binnenste krans contrasteert vaak met die van de buitenste krans.
De koker van deze kokeranemoon scheidt slijm af waarin een uniek type netelcel is ingebed die in elkaar grijpen om een vezelachtige structuur te vormen. Zand en andere deeltjes hechten hieraan en het vormt een leerachtige, beschermende koker tot 40 cm lang. Er is geen voetbevestiging en het onderste uiteinde van de koker is begraven in het zachte substraat. De koker is aan de basis open waardoor water kan ontsnappen wanneer het dier zich in de koker terugtrekt.

## Verspreiding en leefomgeving
Cerianthus membranaceus wordt gevonden op de zeebodem in ondiep water in de Middellandse Zee, de noordelijke Adriatische Zee en de noordoostelijke Atlantische Oceaan, en het verspreidingsgebied strekt zich uit tot in het noorden van Groot-Brittannië. Het komt voor op zanderige of slibrijke substraten waar de koker verticaal in het sediment is begraven. In de Middellandse Zee komt het voornamelijk voor in gebieden met een hoog gehalte aan organisch materiaal, zoals in vervuilingszones voor de kust van Marseille, waar het het hele jaar door in hoge dichtheden aanwezig is.

## Ecologie
De tentakels van Cerianthus membranaceus trekken zich niet terug, maar het hele dier kan zich terugtrekken in zijn koker. Terwijl het dit doet, grijpen sommige van de tentakels de rand vast en trekken de koker erachter dicht, waardoor deze effectief uit het zicht verdwijnt. De koker is normaal gesproken een permanent huis, maar als de anemoon van onderaf wordt verstoord, zoals door een gravende zee-egel, kan hij zichzelf uit de koker werpen, naar een nieuwe locatie gaan en een nieuwe koker afscheiden.
C. membranaceus voedt zich met kleine vissen en planktonische organismen die hij met zijn tentakels vangt. Het is een protandrische hermafrodiet, die zijn leven als een man begint en later een vrouw wordt. De gameten worden vrijgelaten in de zee en na de bevruchting drijven de zich ontwikkelende larven lange tijd met het plankton mee voordat ze zich op de zeebodem vestigen en een metamorfose ondergaan tot juveniele poliepen.
De koker wordt gebruikt als een toevluchtsoord door vele commensale organismen, vooral polychaete wormen en garnalen. De hoefijzerworm Phoronis australis, hecht zich vaak aan de buitenkant van de koker. Er kunnen twintig tot vijftig hoefijzerwormen worden geassocieerd met één kokeranemoon.
De levensduur van C. membranaceus in het wild is niet bekend, maar sommige individuen zijn al meer dan vijftig jaar de bewoners van een tank in het Napels Aquarium.